# Лебяжье (Татарстан)
Лебяжье — село в Алексеевском районе Татарстана. Административный центр Лебяжинского сельского поселения.

## География
Находится в западной части Татарстана у северо-восточной окраины районного центра Алексеевское на берегу Куйбышевского водохранилища.

## История
Основано в начале XVIII века. В начале XX века здесь имелась Успенская церковь.

## Население
Постоянных жителей было: в 1782 — 398 душ мужского пола, в 1859 — 1269, в 1897 — 1025, в 1908 — 1378, в 1920 — 1439, в 1926 — 1408, в 1938 — 932, в 1949 — 605, в 1958 — 814, в 1970 — 684, в 1979 — 596, в 1989 — 483, в 2002 — 563 (русские 94 %), 717 — в 2010.

## Известные люди
Ключников, Фёдор Петрович (1915—1980) — советский рабочий, хозяйственный и государственный деятель. Стахановец. Депутат Верховного Совета СССР 2-го созыва (1946—1950). Целинник.